# Suicidio de Ronnie McNutt
Ronald «Ronnie» Merle McNutt fue un empleado de planta de armas, veterano de la guerra de Irak y streamer que se suicidó el 31 de agosto de 2020, mientras realizaba una transmisión en vivo en Facebook, motivado por su sufrimiento de TEPT y depresión. 

## Primeros años
Ronald "Ronnie" Merle McNutt nació el 23 de mayo de 1987, a Elaine y Cecil Ronald McNutt. Tenía 2 hermanos, Joey y Mindy. Ronnie fue descrito por amigos y familiares como "cuidadoso y leal". Asistiría regularmente a la Iglesia de Celebración en Tupelo, Misisipi y ayudaría a cualquiera que lo necesitara. Disfrutaba de las obras de teatro. Era parte de un club de cómics y escribió reseñas de cómics. Ronnie co-auspició el pódcast de Justice Geeks con su amigo Joshua Steen. Estaba empleado en la planta de Toyota en Blue Springs, Misuri. Ronnie tenía una cuenta en Facebook donde hizo transmisiones en vivo hablando de teología y cultura pop. Sirvió en la guerra de Irak de junio de 2007 a marzo de 2008. Cuando regresó a los Estados Unidos, sufrió de TEPT y depresión. Su novia rompió con él y su padre murió el 27 de febrero de 2018, en el hospital. Ronnie celebró el cumpleaños número 69 de su padre el 14 de agosto de 2020.

## Suicidio
El 31 de agosto de 2020, McNutt publicó una imagen en su línea de tiempo de Facebook que decía: "Someone in your life needs to hear that they matter. That they are loved. That they have a future. Be the one to tell them" ("Alguien en tu vida necesita escuchar que importan. Que son amados. Que tienen un futuro. Se aquel que se lo diga"). Más tarde ese día, comenzó una transmisión en vivo en Facebook. Ganó 200 personas en Facebook Live incluyendo a sus amigos y familiares, así como a su madre Elaine. McNutt habló de quitarse la vida y sostenía un rifle de un solo tiro, la gente le envió mensajes por teléfono rogándole que no lo hiciera. Pese a esto Facebook se negó a cortar la transmisión, alegando que la transmisión no violaba las pautas de su plataforma. Sin embargo, se ha convertido en un meme muy viral en los últimos años. 
A medida que avanzaba la transmisión, el teléfono móvil de McNutt sonaba con frecuencia. La última llamada que recibió fue de su exnovia, a la que respondió, lo que llevó a una breve discusión entre los dos. Después de que terminó la llamada, McNutt tomó el arma y se dirigió a la audiencia por última vez, diciendo: "Hey guys, I guess that's it" ("Oigan chicos, supongo que eso es todo"). Luego apuntó el rifle debajo de su barbilla y se disparó fatalmente, Casi inmediatamente después, el teléfono que había dejado en su escritorio comenzó a sonar. Después, la transmisión había sido descargada por varios usuarios y publicada en sitios web gore.
El Departamento de Policía de New Albany había sido llamado a la escena durante la transmisión en vivo, pero no entró en el apartamento de McNutt hasta después de escuchar el disparo fatal, su teléfono seguía sonando mientras los oficiales buscaban en la escena. El jefe de policía Chris Robertson informó que sus oficiales habían asegurado el perímetro y evacuado a los residentes cercanos antes de intentar comunicarse con McNutt a través de un altavoz, sin éxito.

## Consecuencias
La transmisión en vivo fue reportada por la gente y Facebook respondió 2 horas después diciendo que el video no violó las directrices de la comunidad. Finalmente bajaron el video 8 horas después. El stream de McNutt se volvió viral al día siguiente y la gente le dio una historia falsa diciendo que se suicidó porque su novia se rompió con él por teléfono, estos fueron despreciados por su amigo Steen. El video del suicidio de McNutt fue subido a varias redes sociales, incluyendo Twitter y TikTok, el video sería disfrazado de un clip de música o video de cocina y luego cortado a su muerte. Muchos troles también enviaron cebos y cambiaron videos de la muerte de McNutt a su familia. La familia de McNutt ha intentado quitar el video de las redes sociales usando el hashtag #ReformForRonnie.